# Abinomn
Abinomn (též avinomen nebo foya) je papuánský jazyk, nejspíše izolovaný. Používá ho přibližně 300 lidí v indonéské provincii Papua. Jazyk je zajímavý tím, že není vůbec podobný jazykům, které se používají v jeho okolí (Jazyky Jezerní planiny), navíc na rozdíl od nich jazyk abinomn není tónový.

## Ukázka
Osobní zájmena v jazyce abinomn:
- Mit (já)
- Ni (ty)
- In (on)
- Nn (ona)
- Mor, awp (my)
- Pi (vy)
- Kn (oni)
- Por (vy (duál))
- Nar (oni (duál))